# Mários Charalámbous
Mários Charalámbous (en grec : Μάριος Χαραλάμπους), né le 18 juin 1969 à Limassol en Chypre, est un footballeur international chypriote, qui évolue au poste de défenseur. Il est actif comme joueur de 1990 à 2003 et entraîneur depuis 2019.

## Biographie

### Carrière en club
Mários Charalámbous dispute 4 matchs en Ligue des champions, 4 matchs en Coupe des coupes, et 12 matchs en Coupe de l'UEFA,. Avec le club de l'Apollon Limassol, il atteint les huitièmes de finale de la Coupe des coupes en 1998, en étant battu par l'équipe grecque de Paniónios.
En première division chypriote, Mários Charalámbous dispute un total de 270 matchs, inscrivant 19 buts.

### Carrière internationale
Mários Charalámbous compte 60 sélections et 2 buts avec l'équipe de Chypre entre 1991 et 2002. 
Il est convoqué pour la première fois par le sélectionneur national Andréas Michaelídes pour un match amical contre l'Islande le 16 octobre 1991 (1-1). Il reçoit sa dernière sélection le 13 février 2002 contre la Tchéquie (défaite 4-3).
Le 2 septembre 1992, il inscrit son premier but en sélection contre la Grèce, lors d'un match amical (victoire 3-2). Il inscrit son second but le 15 février 1997 contre la Pologne (défaite 3-2). Il est malencontreusement l'auteur d'un but contre son camp le 7 septembre 1994, lors d'un match face à l'Espagne comptant pour les éliminatoires du championnat d'Europe 1996 (défaite 1-2).
Avec la sélection chypriote il participe aux éliminatoires du mondial 1994, puis aux éliminatoires du mondial 1998, et enfin aux tours préliminaires de la Coupe du monde 2002. Son bilan dans les éliminatoires des Coupes du monde s'élève à 18 matchs joués, pour aucun but marqué.

## Palmarès
- Avec l'Apollon Limassol
  - Champion de Chypre en 1991 et 1994
  - Vainqueur de la Coupe de Chypre en 1992

## Statistiques

### Buts en sélection
Le tableau suivant liste tous les buts inscrits par Mários Charalámbous avec l'équipe de Chypre :